# LOL (álbum de Basshunter)
LOL (também estilizado como LOL <(^^,)>) é o terceiro álbum do produtor Sueco de Dance Basshunter. O álbum foi lançada no dia 1 de Setembro, em 2006, pela Warner Music. Uma edição de Natal/Internacional foi lançada no dia 22 de Dezembro de 2006 com as mesmas canções suecas do  álbum original, mas com nomes traduzidos em Inglês, com as faixas numa ordem diferente, e com faixas bónus, incluindo 'Jingle Bells', que nunca tinha sido lançada antes.

## Lista de faixas

### Álbum original
| #   | Título                                                          | Tempo |
| --- | --------------------------------------------------------------- | ----- |
| 1.  | "Vi sitter i Ventrilo och spelar DotA" [Radio Edit]             | 3:21  |
| 2.  | "Boten Anna" [Radio Edit]                                       | 3:28  |
| 3.  | "Strand Tylösand"                                               | 3:17  |
| 4.  | "Sverige"                                                       | 2:58  |
| 5.  | "Hallå där"                                                     | 2:38  |
| 6.  | "Mellan oss två"                                                | 3:57  |
| 7.  | "Var är jag"                                                    | 4:00  |
| 8.  | "Utan stjärnorna"                                               | 3:50  |
| 9.  | "Festfolk" [2006 Remix]                                         | 4:00  |
| 10. | "Vifta med händerna" [Basshunter Remix] (por Patrik och Lillen) | 3:10  |
| 11. | "Professional Party People"                                     | 3:09  |
| 12. | "I'm Your Basscreator"                                          | 5:24  |
| 13. | "Boten Anna" [Instrumental]                                     | 3:20  |
| 14. | "Vi sitter i Ventrilo och spelar DotA" [Extended Version]       | 7:45  |

### Edição Internacional
| #   | Título                                                            | Tempo |
| --- | ----------------------------------------------------------------- | ----- |
| 1.  | "DotA" ([Radio Edit])                                             | 3:21  |
| 2.  | "Boten Anna"                                                      | 3:28  |
| 3.  | "I'm Your Basscreator"                                            | 5:24  |
| 4.  | "Russia Privjet"                                                  | 4:07  |
| 5.  | "Professional Party People"                                       | 3:09  |
| 6.  | "GPS"                                                             | 4:00  |
| 7.  | "Hello There"                                                     | 2:40  |
| 8.  | "We Are the Waccos"                                               | 3:58  |
| 9.  | "The Beat"                                                        | 3:35  |
| 10. | "Without Stars"                                                   | 3:50  |
| 11. | "Throw Your Hands Up" [Basshunter Remix] (por Patrik e Small Guy) | 3:10  |
| 12. | "Strand Tylösand"                                                 | 3:17  |
| 13. | "Between the Two of Us"                                           | 3:58  |
| 14. | "Boten Anna" [Instrumental]                                       | 3:20  |
| 15. | "DotA" [Club Mix]                                                 | 5:44  |
| 16. | "Jingle Bells"                                                    | 2:46  |

## Posições nas tabelas musicais
| Críticas profissionais | Críticas profissionais |
| Avaliações da crítica  | Avaliações da crítica  |
| Fonte                  | Avaliação              |
| ---------------------- | ---------------------- |
| AllMusic               | [ 1 ]                  |
| Findance.com           | [ 2 ]                  |

| Tabela musical (2006)          | Melhor posição |
| ------------------------------ | -------------- |
| Austria Album Top 75           | 12             |
| Denmark Album Top 40           | 3              |
| Netherlands Mega Album Top 100 | 66             |
| Finland Album Top 40           | 4              |
| Norway Album Top 40            | 19             |
| Sweden Album Top 60            | 5              |